# Metropolitansko mesto Neapelj
Metropolitansko mesto Neapelj (italijansko Città metropolitana di Napoli) je italijansko metropolitansko mesto v deželi Kampanija.
Ustanovljeno je bilo 1. januarja 2015. Glavno mesto je Neapelj; v mestu je 92 občin (comuni). Najprej je bilo ustanovljeno z reformo lokalnih oblasti (zakon 142/1990) in nato z zakonom 56/2014, s čimer je leta 2015 nadomestilo pokrajino Neapelj.
Metropolitansko mesto Neapelj vodita metropolitanski župan (sindaco metropolitano) in metropolitanski svet (consiglio metropolitano). Od 18. oktobra 2021 ga vodi metropolitanski župan Gaetano Manfredi.

## Demografija in teritorij
Mesto je 96. od 110 italijanskih pokrajin in metropolitanskih mest po površini, s površino (1171 km² vključno z otoki), in je manjše od osrednje občine Rim (1287 km²). Neapelj je tretje največje metropolitansko mesto v Italiji po številu prebivalcev, zaradi česar je eno najgosteje poseljenih območij v Evropi; metropolitanska regija vključuje tudi občino Casavatore, občino z največjo gostoto v Italiji (z 12.000 prebivalci/km²). Čeprav vsebuje več kot polovico prebivalstva Kampanije, zavzema le 8,6 % kopnega Kampanije (13.590 km²), kar ustvarja močno demografsko in teritorialno neravnovesje z drugimi štirimi pokrajinami v Kampaniji.
Občine (comune) v metropolitanskem mestu se razlikujejo po velikosti in obsegajo od 1,62 km² (Casavatore) do 117,27 km² (Neapelj); 60 % občin je majhnih (manj kot ali enako 10 km²), 36 % srednje velikih (> 10 km² in ≤ 25 km²), ostale (11 %) več kot 25 km² in od tega le dve občini (Acerra in Giugliano) merijo med 50 in 100 km² in samo občina Neapelj presega 100 km².
Zaradi bližine Vezuva in Flegrejskih polj je mesto občutljivo na seizmično in vulkansko dejavnost.

## Največje občine
| Rang | Mesto                   | Št. prebivalcev | Površina (km2) | Gostota (preb./km2) | Nadmorska višina (m) |
| ---- | ----------------------- | --------------- | -------------- | ------------------- | -------------------- |
| 1.   | Neapelj                 | 959.062         | 117,27         | 8178.2              | 17                   |
| 2.   | Giugliano in Campania   | 118.821         | 94,19          | 1261.5              | 97                   |
| 3.   | Torre del Greco         | 87.575          | 30,66          | 2856.3              | 43                   |
| 4.   | Pozzuoli                | 83.412          | 43,21          | 1930.4              | 28                   |
| 5.   | Casoria                 | 79.542          | 12,03          | 6612                | 60                   |
| 6.   | Castellammare di Stabia | 64.553          | 17,71          | 3645                | 6                    |
| 7.   | Afragola                | 63.935          | 17,99          | 3553.9              | 43                   |
| 8.   | Acerra                  | 59.483          | 54,08          | 1099.9              | 26                   |
| 9.   | Marano di Napoli        | 59.470          | 15,45          | 3849.2              | 151                  |
| 10.  | Ercolano                | 54.707          | 19,64          | 2785.5              | 44                   |
| 11.  | Portici                 | 53.888          | 4,12           | 13079.6             | 29                   |

## Turizem
Območje je še posebej primerno za domači in mednarodni turizem. Pompeji, izkopano rimsko mesto, ki ga je leta 79 našega štetja uničil Vezuv, so med najbolj priljubljenimi destinacijami v vsej Italiji. Trije otoki v Neapeljskem zalivu so prav tako pomembne destinacije; Ischia, Procida, del Flegrejskih otokov in Capri. Skupaj so znani tudi kot Kampanjski arhipelag. Na Capriju je znamenita Modra jama; znotraj jame se zdi, da je morje osvetljeno izpod vode, je čudovite modre barve, od tod tudi njegovo ime.
Sorentski polotok (in njegovo glavno mesto Sorrento) je že dolgo priljubljena destinacija za turizem, znan je po pijači Limoncello in razkošnih morskih pečinah. Bogat je z vilami, gradovi, stražnimi stolpi, cerkvami in v Vico Equense starodavnimi kmečkimi hišami.